# Аракарі еквадорський
Аракарі еквадорський (Pteroglossus erythropygius) — вид дятлоподібних птахів родини туканових (Ramphastidae). Традиційно вважався підвидом аракарі плямистоволого (Pteroglossus torquatus).

## Поширення
Вид поширений на заході Еквадору та на крайньому північному заході Перу. Мешкає в тропічному вологому лісі на висоті до 1600 метрів над рівнем моря.

## Спосіб життя
Живе під пологом лісу. Гніздиться в дуплах або на гілках дерев. Харчується плодами, безхребетними та дрібними хребетними.